# أوال
كانت أوال حضارة قديمة سكنت جزيرة البحرين. أوال كانت من أهم الحضارات القديمة حيث كانت أوال تابعة للحضارة السومرية في العراق القديم. كما تشير بعض الأبحاث عن تاريخ البحرين أنها كانت على علاقة وثيقة بين الحضارة السومرية وحضارة أوال من حيث اللغة السومرية كتابة ونطقاً وتجارة وغيره من المعاملات.

## مظاهر حضارة أوال
لقد خضعت حضارة اوال أو دلمون  لسيطرة حكام بلاد الرافدين ، وكان نظام الحكم فيها ملكياً وراثياً ، أما عن الحياة الدينية في حضارة اوال فقد عرفت هذه الحضارة بناء المعابد والمقابر ذات الأشكال والأحجام المختلفة ، حيث كانت المقابر تُشيد على شكل تلال متجانسة ، ولقد أتقنت حضارة اوال الرسومات والزخرفة وقاموا بتقديم القرابين لنيل رضا الآلهة فقد كانوا يتميزون بنزعة دينية قوية .
لقد اشتهرت حضارة اوال أيضاً بالزراعة وذلك لأنها تتمتع بأرض خصبة ذات محاصيل وفيرة ومتنوعة ، حيث اشتهرت بزراعة التمر والمحاصيل الزراعية الهامة الأخرى .
أما عن الصناعة والتجارة في حضارة اوال فقد كانت تعتبر مركزاً تجارياً مهماً بين الحضارات الأخرى ، وقد كانت تملك ميناء هام تمر خلاله البضائع التجارية ،  وتميزت حضارة اوال بتنوع الصناعات مثل صناعة الفخار و الأختام التي استخدمت لإثبات الملكية وللتوقيع على الاتفاقيات .
تميزت حضارة اوال أيضاً بصناعة التماثيل والأواني الخزفية المصنوعة من النحاس ، ومن حيث التجارة فقد اشتهرت بتجارة الخرز الملون والمعادن مثل الذهب والفضة والنحاس حيث كان النحاس السلعة الرئيسية في تجارة حضارة اوال ، بالإضافة إلى الأحجار الكريمة مثل اللؤلؤ والعاج  والأخشاب والبخور والزيوت النباتية .
لقد تميزت هذه الحضارة أيضاً بالعمارة ، فقد ظهرت آثار العمارة في العديد من المظاهر مثل: بناء المعابد فوق التلال وبناء المقابر حيث تفنن سكانها في بناء المقابر على شكل تلال صخرية ، حيث كان الميت يدفن فيها حسب مكانته الاجتماعية فإذا كان الميت ذو مكانة اجتماعية رفيعة دفن في المقابر على التلال العالية ، وأبدع سكان حضارة اوال في فن الرسم ، حيث فقد أبدعوا في رسم جدران المعابد والمقابر بالإضافة إلى الرسم على القطع الفخارية مثل الأواني الفخارية .